# Little Stretton (Shropshire)
Little Stretton – wieś w Anglii, w hrabstwie Shropshire. Leży 22 km na południe od miasta Shrewsbury i 217 km na północny zachód od Londynu.